# Gastón Rodríguez (Fußballspieler, 1992)
Gastón Rodríguez Maeso (* 23. März 1992 in Montevideo) ist ein uruguayischer Fußballspieler.

## Karriere

### Verein
Der nach Angaben seines Vereins 1,87 Meter große Offensivakteur Gastón Rodríguez ist der Bruder des derzeit (Stand: Mai 2014) für Grêmio Porto Alegre spielenden Fußballspielers Maxi Rodríguez. Er stand bereits in der Clausura 2009 im Erstligakader von Peñarol Montevideo. In jener Halbserie lief er in zehn Partien der Primera División auf, wobei er neunmal in der Startelf stand. Ein Torerfolg gelang ihm jedoch nicht.
Mindestens seit der Apertura 2011 gehört er den Montevideo Wanderers an. In der Saison 2011/12 bestritt er dort 17 Ligaspiele und schoss drei Tore, 2012/13 wirkte er in 21 Begegnungen der Primera División mit und traf zweimal ins gegnerische Tor. Sodann absolvierte er in der Spielzeit 2013/14 32 Ligaspiele und trug mit zwölf erzielten Treffern zum Gewinn der Clausura 2014 bei. Zudem wurde er zu Saisonbeginn in den beiden Partien der Copa Sudamericana 2013 eingesetzt. In der Saison 2014/15 kam er 24-mal (sieben Tore) in der Primera División und siebenmal (zwei Tore) in der Copa Libertadores 2015 zum Zug. Während der Spielzeit 2015/16 folgten 27 weitere Erstligaeinsätze und 19 Tore. Damit wurde er gemeinsam mit Junior Arias uruguayischer Erstliga-Torschützenkönig dieser Saison. Ende August 2016 verpflichtete ihn erneut Peñarol. Für die "Aurinegros" bestritt er in der Saison 2016 zehn Erstligaspiele (zwei Tore). Es folgte in der laufenden Saison 2017 bislang (Stand: 11. Februar 2017) ein weiterer Ligaeinsatz (kein Tor).

### Erfolge
- Clausura (Primera División, Uruguay): 2014
- Torschützenkönig (Primera División, Uruguay): 2015/16